# Marchbach (Grundache)
Der Marchbach ist ein ganzjähriges Fließgewässer im Mangfallgebirge in Tirol.
Er entsteht nordwestlich unterhalb Veitsbergs und fließt in weitgehend westwärtiger Richtung bis zu seiner Mündung in die Grundache, die ab da Brandenberger Ache genannt wird.